# Rivière Seignelay
Der Rivière Seignelay ist ein Zufluss des Manicouagan-Stausees in der Verwaltungsregion Côte-Nord der kanadischen Provinz Québec.

## Flusslauf
Der Rivière Seignelay bildet den Abfluss des Lac Mistinic im Bereich des Kanadischen Schildes. Er fließt in südlicher Richtung durch den Süden der Labrador-Halbinsel und mündet in einem überfluteten Zuflussarm des Manicouagan-Stausees. Die Flusslänge beträgt 88 km, einschließlich dem Rivière Mistinic und einem weiteren Quellfluss liegt die Gesamtflusslänge bei 128 km. Etwa 35 Kilometer des ursprünglichen Unterlaufs sind heute überflutet. Der Rivière Seignelay entwässert ein Areal von 3263 km². Der mittlere Abfluss beträgt 71 m³/s.